# Kauṣītaki Upaniṣad
La Kauṣītaki Upaniṣad (in scrittura devanāgarī:कौषीतकि उपनिषद्) è un antico testo sanscrito  contenuto nel Ṛgveda.. Robert Hume l'ha incluso in una lista delle 13 principali Upaniṣad, mentre è posta al numero 25 del canone " Muktikā" delle 108 Upaniṣad.

## Cronologia
La cronologia della Kauṣītaki Upaniṣad, come per altro le altre Upaniṣad, è controversa. Essa è basata sull'analisi degli arcaismi, sullo stile e sulle ripetizioni presenti nei testi, sulla base di considerazioni delle possibili evoluzioni delle idee e di quali linee di pensiero possano aver influenzato il pensiero indiano.
Fu probabilmente composta poco prima della metà del I millennio a.C., 
ma da qui le interpretazioni divergono: 
Juan Mascaro le pose dopo le Upaniṣad Brihadaranyaka, Chandogya e Taittiriy, ma prima delle principali Upaniṣad dell'Hinduismo; 
Ranade invece nel terzo gruppo delle antiche Upaniṣad, coeve alle Upaniṣad Aitareya e Taittiriya. 
Paul Deussen così come Winternitz considerano la Kauṣītaki Upaniṣad tra le più antiche, esempio di composizione pre-Buddhista e pre-Jaina..
Ian Whicher la colloca all'incirca nell'800 a.C.. 
Sono universalmente ritenute composte in epoca pre-buddhista,,
ma per Patrick Olivelle dopo la Brihadaranyaka e Chandogya Upaniṣad, tra il quinto ed il sesto secolo a.C.